# لسلی اورگل
لسلی اورگل (انگلیسی: Leslie Orgel؛ ۱۲ ژانویهٔ ۱۹۲۷ – ۲۷ اکتبر ۲۰۰۷) یک دانشمند در زمینه شیمی اهل بریتانیا بود.